# CSM Politehnica Iași
El FC Politehnica Iași es un club de fútbol rumano de la ciudad de Iași, fundado en 2010. El equipo disputa sus partidos como local en el Stadionul Emil Alexandrescu y juega en la Liga II. El club es el descendiente directo del histórico FC Politehnica Iaşi, fundado en 1945 y desaparecido en 2010.

## Historia
El equipo fue fundado en agosto de 2010 tras una fusión entre los clubes Navobi Iași y CS Tricolorul Breaza, bajo el nombre CSMU Politehnica Iași y debutó en la Liga II. Sin embargo, en verano de 2011 el club fue nuevamente renombrado, esta vez a CSMS Iași, para evitar cualquier tipo de confusión con el FC Politehnica Iași.
El 22 de julio de 2016 el club decide cambiar su nombre por el de CSM Politehnica Iași, un nombre un poco más cercano a la tradición del fútbol en la ciudad y al desaparecido FC Politehnica Iași.
En 2018 pasaría a llamarse como su equipo antecesor luego de adquirir los derechos y el escudo del club original el 11 de julio, siendo este el primer paso en el objetivo de retomar la identidad completa del club, aunque no le fueron concedidos los logros del club original.

## Estadio

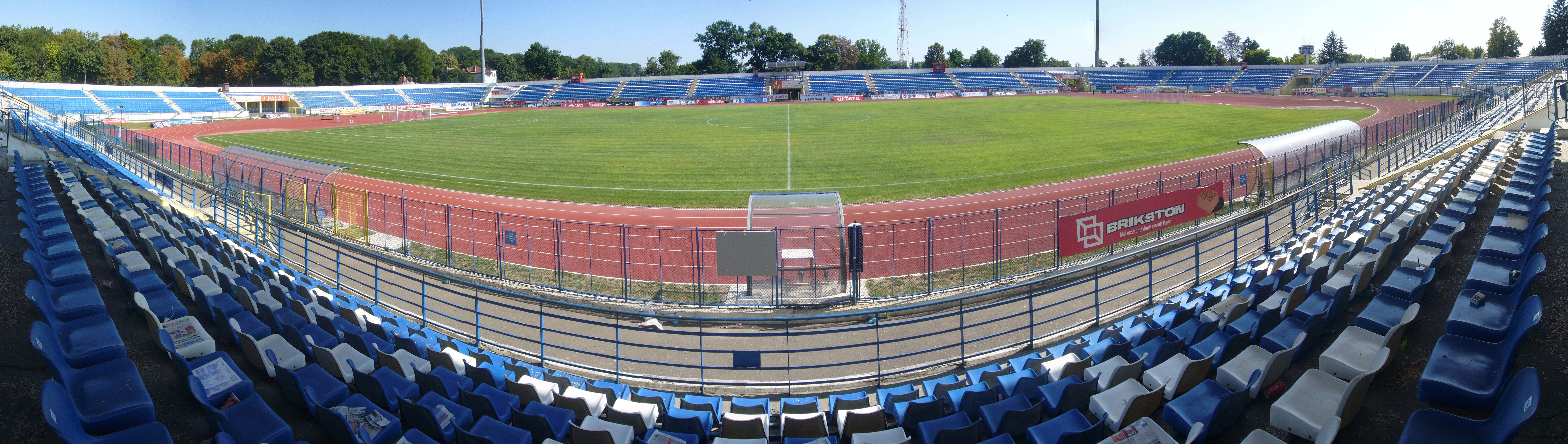
Estadio Emil Alexandrescu.

## Nombres
- ACSMU Politehnica Iași : 2010–2011
- CSM Studențesc Iași : 2011–2016
- CSM Politehnica Iași : 2016–2018
- FC Politehnica Iași' : 2018–presente

## Palmarés
- Liga II: 3

2011/12, 2013/14, 2022/23

## de la UEFA
| Temporada | Torneo             | Ronda             | Club         | Casa | Visita | Global |
| --------- | ------------------ | ----------------- | ------------ | ---- | ------ | ------ |
| 2016–17   | UEFA Europa League | 2ª Clasificatoria | Hajduk Split | 2–2  | 1–2    | 3–4    |

## Rivalidades
El club tiene una rivalidad con el otro equipo de la región de Moldavia, el FC Vaslui en el llamado Derbi de Moldavia, el cual inició con el antiguo club en el año 2004.
En años recientes el club desarrolló otra rivalidad con el FC Botosani, otro equipo de la región de Moldavia.

## Entrenadores
- Ionuţ Popa (septiembre de 2010–octubre de 2010)
- Adrian Falub (octubre de 2010–junio de 2011)
- Marius Baciu (junio de 2011–agosto de 2011)
- Ionuţ Popa (agosto de 2011–agosto de 2012)
- Liviu Ciobotariu (agosto de 2012–abril de 2013)
- Sorin Cârțu (abril de 2013–junio de 2013)
- Costel Enache (junio de 2013–octubre de 2013)
- Marius Lăcătuş (octubre de 2013–agosto de 2014)
- Ionuț Chirilă (agosto de 2014–octubre de 2014)
- Nicolò Napoli (octubre de 2014– )